# 湯橋吉信
湯橋 吉信（ゆはし よしのぶ、生没年不詳）は、安土桃山時代から江戸時代前期の武将。
紀伊国名草郡湯橋荘の豪族。慶長19年（1614年）大坂の陣に豊臣方として参戦。大坂城落城後、和歌山・広瀬に落ち延び坂口甚五郎と名を変えた。その後は大坂・奈良で商人となったという。
子の湯橋里政は寛永8年（1631年）、和歌山の農業・商業・行事に関する記録を伝える資料『祖竹志』を書き残している。

## 参考資料
- 『和歌山県史』[要文献特定詳細情報]
- 『和歌山市史』 第6巻 (近世史料 2)[要文献特定詳細情報]